# Zosteria queenslandi
Zosteria queenslandi là một loài ruồi trong họ Asilidae. Zosteria queenslandi được Daniels miêu tả năm 1987. Loài này phân bố ở miền Australasia.